# No Surrender Festival
No Surrender Festival és  un evento en honor al músico estadounidense Bruce Springsteen organizado por Josep Maria Pons en el campo de fútbol de Villanova de Bellpuig, que se ha repetido desde 2017 hasta este año 2019 (superándose cada año ) a la espera de confirmación para este 2020 , un pequeño pueblo de la provincia catalana de Lérida. El festival tuvo lugar el 8 de julio de 2017. La intención era la grabación de un videoclip de la canción No Surrender del artista nord-americano contando con la participación de 1.001 músicos (y superando así el récord anterior establecido por la grabación del tema Learn To fly del grupo Foo Fighters con la ayuda de 1.000 músicos).

## Historia
Josep Maria Pons, fan del artista y propietario del restaurante L'estoneta, dedicado también al mismo, empezó su proyecto como idea de superación de un récord establecido por los fanes del grupo estadounidense FooFighters. El récord consistía en 1000 músicos tocando y cantando una canción de la banda para subirlo posteriormente a YouTube y hacerlo llegar a los artistas, Pons creó una página en Facebook para dar a conocer su proyecto: quería superar el récord establecido consiguiendo la participación de 1001 músicos. Paso a paso fue consiguiendo donaciones de varias entidades como ACUDAM (empresa declarada de utilidad pública y de interés social) y fueron sumándose al evento diversos tributos de importancia como por ejemplo el liderado por el presentador catalán Manel Fuentes o el del músico George Mileson.
El reto era la localización: Vilanova de Bellpuig. Población de 1.168 habitantes (datos del 2016). También resultaba difícil de creer que fuese a conseguirse teniendo en cuenta que el promotor resultaba un fan cualquiera propietario de un restaurante. A medida que se corrió la voz del reto, la repercusión comenzó a incrementarse y así hasta llegar a los medios. Eran varias las televisiones, radios y periódicos que anunciaban la disparatada idea de Josep Maria Pons. "Un fan de Bruce Springsteen convierte su pequeño pueblo en sede de un macroconcierto tributo" decía La Vanguardia. Se abrieron inscripciones y rápidamente un gran número de aficionados se fueron sumando a participar y batir el récord. Había la posibilidad de presentarse como organizador, guitarrista, bajista, batería, teclista, cantante o público. El pianista, compositor y conferenciante Antoni Tolmos fue el encargado de la dirección artística del festival.
El historietista Joan Vizcarra se unió también al festival, dibujando en directo una imagen del artista que la organización subastó para destinar su recaudación a Proactiva Open Arms.
Finalmente, el evento resultó récord mundial, apareciendo en los Guiness World Records llegando a los 1004 músicos, sin tener ningún precedente en el panorama español.